# Ouhai
Der Stadtbezirk Ouhai (瓯海区,  Ōuhǎi Qū)  ist ein Stadtbezirk der bezirksfreien Stadt Wenzhou in der chinesischen Provinz Zhejiang. Er hat eine Fläche von 465,8 Quadratkilometern und zählt 963.238 Einwohner (Stand: Zensus 2020).